# Reise ins Elfte Reich
Reise ins Elfte Reich ist eine Erzählung von Anna Seghers. Die Erstveröffentlichung erfolgte im Januar und Februar 1939 in Die neue Weltbühne.

## Kurzbeschreibung
Die satirische Erzählung beschreibt die Lebensgewohnheiten im „Elften Reich“, die in einigen Dingen diametral den deutschen Gepflogenheiten entgegengesetzt sind.

## Inhalt
Nachdem zehn Länder einer Gruppe von Berlinern die Einreise verweigert haben, wendet sich die Gruppe auf den Rat eines Bekannten hin an das Konsulat des Elften Reichs, das ausgesprochen schwer zu finden ist aufgrund seiner bescheidenen Unterbringung „im dritten Stock eines alten Hauses“ und eines verwitterten Konsulatswappen, das man „für irgendein Warenschild hielt.“ Der dortige Konsulatsdiener weist darauf hin, dass Einreisende mit gültigem Pass an der Grenze abgewiesen würden. „Wer keinen hatte, dem sagte man, daß er losreisen sollte, er hätte nichts zu befürchten, man würde ihn, wenn er wirklich paßlos sei, glatt hereinlassen.“ Da einige Besucher des Konsulats jedoch auf einen Visastempel bestehen, erhalten sie ihn „kopfschüttelnd“ und „mit der mitleidigen Versicherung, daß sie die Folgen schon spüren würden.“ Einer mit einem Visum versehenen Paß-Inhaber wird tatsächlich bei der Grenzkontrolle am Übergang zum Elften Reich abgefangen und seine Einreise abgewiesen, was bei einigen anderen Reisenden Panik auslöst: Sie „stopften sich diese Papiere in den Schlund, würgten und kauten und verschluckten sie. Trotzdem hatten zwei noch Pech. Die Beamten wurden auf ihre verquollenen Gesichter aufmerksam, schleppten sie mit und gaben ihnen Rizinusöl“ als Abführmittel, dessen Wirkung tatsächlich Pass-Reste im Kot nachweisen lässt. Die Merkwürdigkeiten setzen sich bei der Weiterreise zur Hauptstadt fort: Diejenigen Reisenden, die von ihrem Migrationsschicksal besonders niedergedrückt wirken, werden auf jeder Bahnstation „mit Liedern und Fahnen und Blumen“ besonders willkommen geheißen.
In der Hauptstadt häufen sich weitere Kuriositäten: Die Migranten-Gruppe wird auf die zahlreichen Ordens-Träger aufmerksam gemacht, allerdings auch darauf, dass jeder Bewohner des Elften Reiches gleich bei Geburt Orden erhält „für alle Dinge, in denen er sich im Leben bewähren muß. […] Wenn er sich denn bewährt hat, reißt man ihm den betreffenden Orden herunter, öffentlich, unter Musik, er braucht ihn dann nie mehr zu tragen.“ Dass die Migranten-Gruppe keine Orden trägt, hat allerdings zur Folge, dass „alle an einem Tag Strafmandate bekommen auf Grund von Anzeigen, die wider uns eingelaufen waren wegen unbefugten Ablegens von Orden. Von ihrem Standpunkt aus mit einem gewissen Recht, nahm die Bevölkerung daran Anstoß, daß wir kahl und undekoriert daherkamen“. Um solchen Anzeigen die Grundlage zu entziehen, beschreitet die Migranten-Gruppe den Amtsweg: Zuerst konsultieren sie einen niederen Beamten, der über ein Dutzend Vorzimmer verfügt. „Jedes Vorzimmer hatte seinen Sekretär, als eine Art Schildwache, und wir mußten unzählige Fragen über uns ergehen lassen, dickes Gedränge, Telefonanrufe“, bis sie zum niederen Beamten kommen, der sie an einen mittleren Beamten weiterverweist. Jener verfügt über nicht ganz so viele Vorzimmer und nicht ganz so viel bürokratisches Brimborium, verweist sie an einen höheren Beamten, „der nur ein einziges Vorzimmer hatte“, und so wandert der ungewöhnliche Fall der Migranten-Gruppe bis hinauf zum Staatspräsidenten, der über kein Vorzimmer, aber auch über keine Orden verfügt. „Da der Staatspräsident selbst unser Gesuch günstig aufnahm, wurden wir alle an einem Tag in die große Festhalle bestellt. Dort hielt man uns eine Ansprache, daß wir jetzt in das Leben des Landes eintreten, das wir uns zur Zukunft gewählt hatten“; die Ordens-Empfänger tröstet man, gewiss „sei es bald soweit, daß der erste aus unsren Reihen die erste Ordensablegung feiere.“
Der Text schließt damit, dass die Migranten-Gruppe eine Kaffeehaus-Bekanntschaft aus Berlin wiedertrifft, die die Migranten-Gruppe damals in Berlin durch „die merkwürdigsten Gedankensprünge“ und Ideen belustigte. Manche hielten jenen Kaffeehaus-Gast daher „für einen Philosophen, manche für einen Künstler, manche für einen Verschwörer“ – dabei war er nur ein auf Reisen befindlicher „Filialleiter eines Schuhgeschäfts“ des Elften Reichs.

## Textanalyse
Bei Reise ins Elfte Reich handelt es sich um eine in Wir-Form erzählte satirische Parabel, in der Seghers konkrete Erfahrungen ihrer Flucht verarbeitet. Die Zeit der Handlung wird nicht genannt, die Orte der Handlung sind Berlin, das Innere eines zum Elften Reich fahrenden Zuges, die dortige Grenzstation sowie die Hauptstadt dieses fiktiven Landes.

### Figuren
Die Figurenkonstellation in Reise ins Elfte Reich umfasst unter anderem die Migranten-Gruppe aus Deutschland, im Elften Reich einen Konsulatsdiener sowie weitere Beamte, den Staatspräsidenten, ein Brautpaar, einen Schuldirektor und dessen Schüler sowie in einer Rückblende den Filialleiter eines Schuhgeschäfts. Diese Figuren werden nicht charakterisiert, sondern dienen als Vehikel zur Vorstellung und Erklärung der Gepflogenheiten im Elften Reich.

### Themen
In Reise ins Elfte Reich werden „Aspekte des Lebens in diesem Land beschrieben, angesichts derer das Erstaunen des Erzählers und der Migranten-Gruppe wuchsen“: Zu diesen Aspekten gehören Orden, die „nicht Verdienste, sondern unerfüllte Verpflichtungen“ öffentlich kenntlich machen, oder aufwändige Feiern für One-Night-Stands, während in aller Stille Partnerschaften abgeschlossen werden, die dazu gedacht sind, das „Leben zusammen zu verbringen, Kinder miteinander aufzuziehen, kurz und gut, wie ihr das nennt, eine Ehe einzugehn“. Die so gezeugten Kinder erhalten dann in einer schulischen Aufnahmeprüfung einen Rotstift und „einen Stapel Hefte zum Korrigieren“, denn in diesem Schulsystem kommt es vor allem darauf an, die Fehler im Denken der Erwachsenen zu finden: Es werden Zweifel trainiert an tradierten, dann als falsch erwiesenen Dingen wie dem Geozentrischen Weltbild oder der „vorkeplerschen Erdbahnbestimmung“, und ein Schuldirektor sieht „mit einer Art Vaterfreude die Stunde kommen, wo er [=ein Tertianer] zur Fehlerfindung sogar an den Lebenden schreitet.“
Schalen Beigeschmack erhält Reise ins Elfte Reich an jenen Stellen, an denen die Satire nicht eine verkehrte Welt darstellt, sondern die in ihren Extremzügen unwirklich erscheinende, doch reale Welt des Nationalsozialismus, beispielsweise die im Elften Reich vorkommenden Denunziationen „wegen unbefugten Ablegens von Orden“, die an die NS-Polizeiverordnung über die Kennzeichnung der Juden erinnern, oder den Zwang, „mit dem vierzigsten Jahr seinen Beruf“ zu wechseln, was im Elften Reich keineswegs zu einem Ansturm auf Berufe wie Schriftsteller, Maler, Schauspieler führt, sondern vielmehr dazu, „daß ein Mensch, nachdem er bis zu seinem vierzigsten Jahr auf der Bühne stand oder Bilder malte, aufatmend in die Schreinerei oder in das Handschuhgeschäft seines Vaters zurückkehrt“: eine Wertschätzung handwerklicher Berufe, die an das totalitärstaatliche Selektionsprinzip nach Nützlichkeitserwägungen gemahnt (ökonomischer Wert als Arbeitskraft). Insgesamt aber zeigt das Elfte Reich, „dass es andere Möglichkeiten des Lebens gibt, und lädt dazu ein, Neues und Anderes anzunehmen. In der Kurzgeschichte weist Seghers auf die Notwendigkeit hin, die Welt aus neuen Perspektiven zu sehen, und das Elfte Reich ist ein extremes Experiment mit neuen sozialen Formeln.“

## Rezeption
Die Reise ins Elfte Reich „gestaltet Alltagserfahrungen von Emigranten auf humoristisch-skurrile Art, verfremdet im Grundmotiv der verkehrten Welt.“ Als „verrückt grotesker Text“ ist Reise ins Elfte Reich nach Ansicht einer Rezension des Deutschlandfunks aus dem April 2022 „heute nicht weniger aktuell als vor 90 Jahren“, so die Rezensentin Elke Schlinsog: „Ironisch bitter und scharf, Anna Seghers braucht nur wenige Seiten, um ihre Verachtung und ihren Spott über Privilegien und ‚tödliche Bürokratie‘ offenzulegen“. Ingo Schulze wertete die sarkastische Reise ins Elfte Reich als „vorgezogenes Satyrspiel“ auf den Seghers-Roman Transit, als „Rundumschlag […], um auszusprechen, was ihr an ihresgleichen missfällt, sei es die Geltungssucht derer, die auch als Emigranten hofiert zu werden wünschen, seien es die ordensstolzen Genossen [...], die Tugendapostel und andere mehr.“

## Textausgaben (Auswahl)
- Reise ins Elfte Reich. In: Anna Seghers: Und habt ihr denn etwa keine Träume. Erzählungen. Aufbau-Verlag, Berlin 2022. ISBN 978-3-351-03950-9. S. 95–106.
- Reise ins Elfte Reich. In: Anna Seghers: Erzählungen 1933–1947. (=Werkausgabe, II. Erzählungen, Band 2.) Aufbau-Verlag, Berlin 2011. ISBN 978-3-351-03468-9. S. 81–94.
- Reise ins Elfte Reich. In: Anna Seghers: Erzählungen 1926–1944. (=  Gesammelte Werke in Einzelausgaben. Band 9.) 2. Auflage. Aufbau-Verlag, Berlin 1981. S. 259–272.